# 谢尔盖·阿列克谢耶维奇·波波夫
谢尔盖·阿列克谢耶维奇·波波夫（羅馬化：Sergey Alekseyevich Popov；1948年5月15日）是俄罗斯政治人物，曾任第二届、第三届和第四届国家杜马代表。
1966年至1971年，他在列宁格勒国立大学学习，获得数学学位，并于1990至93年在那里学习，获得法律学位。